# 童炎生
童炎生（1911年—1985年），中国人民解放军将领、中国人民解放军开国少将。
曾任江苏军区参谋长。1955年，授予中国人民解放军少将。